# Stéphane Chapuisat

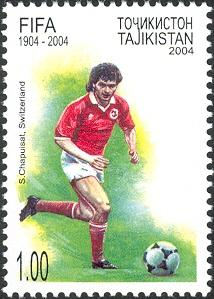
Stéphane Chapuisat auf einer tadschikischen Briefmarke

Stéphane Chapuisat (* 28. Juni 1969 in Lausanne) ist ein ehemaliger Schweizer Fussballspieler.

## Laufbahn als Spieler
Vor seiner Fussballkarriere schloss Chapuisat eine Lehre als kaufmännischer Angestellter in einem Treuhandbüro in der Schweiz ab. Wie sein Vater Pierre-Albert Chapuisat begann «Chappi», wie sein Spitzname lautet, seine Fussballerkarriere 1987 bei Lausanne-Sports, wo er bald die Schweizer Torschützenliste anführte und in der Schweizer Fussballnationalmannschaft debütierte. Im Januar 1991 wechselte Chapuisat in die Bundesliga zu Bayer 05 Uerdingen, wo er in zehn Spielen vier Tore erzielte. Nach einer schweren Verletzung zu Beginn der Zeit in Uerdingen und dem Abstieg der Uerdinger verliess Chapuisat jedoch den Verein nach nur einem halben Jahr und wurde zur Saison 1991/92 vom neuen Trainer Ottmar Hitzfeld zu Borussia Dortmund geholt. Er trug die Nummer 9 auf dem Trikot. In Dortmund schoss er gleich im ersten Jahr 20 Tore in 37 Spielen und wurde schnell zum Publikumsliebling. Mit diesen 20 Toren belegte er Platz zwei in der deutschen Torschützenliste und schoss damit die Borussia zur Vize-Meisterschaft.
1993 trug er massgeblich zum Erreichen des UEFA-Cup-Finals (0:3 und 1:3 gegen Juventus Turin) bei und schoss in der Bundesliga 15 Tore in 27 Spielen. Im Jahr 1994 gelangen ihm in 30 Bundesligaspielen 17 Tore, zudem spielte er mit der Schweiz bei der Weltmeisterschaft 1994, wobei er im Gruppenspiel gegen Rumänien das 2:1 erzielte.

### Deutscher Meister und Gewinn der Champions League mit Borussia Dortmund
Trotz eines Kreuzbandrisses im Frühjahr 1995, den sich Chapuisat im Training zuzog, gelangen ihm zwölf Tore in nur 20 Spielen, wodurch er am Gewinn der deutschen Meisterschaft von Borussia Dortmund in der Saison 1994/95 massgeblich beteiligt war.
Durch diesen Kreuzbandriss verpasste er auch die gesamte Qualifikation für die Europameisterschaft 1996 mit der Schweizer Nationalmannschaft. Trotzdem und obwohl er in der Saison 1995/96 nur drei Tore in 17 Spielen erzielt hatte, wurde er schliesslich bei der Endrunde eingesetzt.
1997 folgte sein Höhepunkt im Clubfussball: Chapuisat gewann mit Borussia Dortmund die UEFA Champions League, als man im Final im Münchner Olympiastadion Juventus Turin mit 3:1 besiegte. Dabei trug er mit einer Fallrückzieher-Vorlage zum Kopfballtor von Karl-Heinz Riedle im Viertelfinal gegen den damaligen französischen Meister AJ Auxerre bei. In der Bundesliga gelangen ihm im Jahr 1996/97 in 30 Spielen noch 13 Tore. In der Saison 1997/98 schoss er 14 Tore in 27 Bundesligaspielen und gewann den Weltcup in Tokio, wo Dortmund Cruzeiro Belo Horizonte aus Brasilien mit 2:0 besiegte. Ausserdem erreichte Borussia Dortmund den Champions-League-Halbfinal. In einem deutsch-deutschen Viertelfinal war Dortmund in beiden Spielen gegen den FC Bayern München defensiv eingestellt; Bayern war drückend überlegen, doch im Rückspiel schoss Chapuisat in der Verlängerung das 1:0 (Hinspiel 0:0). Das Tor brachte den BVB in den Halbfinal gegen Real Madrid. Der Halbfinal erlangte Bekanntheit als sogenannter «Torfall von Madrid». Kurz vor Spielbeginn hatten Madrid-Fans ein Fussballtor zum Einstürzen gebracht. Das Spiel wurde mit anderthalbstündiger Verspätung angepfiffen, und Dortmund schied nach einem 0:2 aus (Rückspiel 0:0).
Nach seinem letzten Jahr bei Borussia Dortmund, 1998/99, in dem ihm noch acht Tore und drei Vorlagen für den BVB gelangen, wechselte er zurück in die Schweiz zu den Grasshoppers Zürich.

### Bilanz
In seinen 228 Bundesligaeinsätzen erzielte er 106 Tore und kassierte 21 Gelbe Karten. Damit war er der erste ausländische Fussballspieler in der Geschichte der Bundesliga, der über 100 Tore erzielte, und insgesamt hinter Robert Lewandowski, Claudio Pizarro, Giovane Élber und Vedad Ibisevic und gemeinsam mit Aílton der fünfterfolgreichste ausländische Torschütze (Stand: Mai 2020). Die 106 Tore bedeuten einen Schnitt von 0,47 Toren pro Spiel. Hinzu kommen 4 Tore in 16 DFB-Pokal-Spielen sowie insgesamt 16 Tore in 44 Europacup-Spielen.

### Grasshoppers Zürich, Young Boys Bern und Lausanne-Sport
Von 1999 bis 2002 spielte er für die Grasshoppers Zürich, mit denen er 2001 auch seinen ersten Schweizer Meistertitel gewinnen konnte. In der Saison 2000/01 wurde er Torschützenkönig der Schweizer Super League mit 21 Toren. 2002 wechselte er schliesslich zu den Young Boys Bern, mit denen er in der Saison 2003/04 noch Schweizer Vizemeister wurde. Mit Bern wurde er in diesem Jahr erneut Schweizer Torschützenkönig mit 23 Toren.
Am 29. Mai 2005 spielte Chapuisat sein letztes Spiel für die Young Boys Bern gegen den FC Schaffhausen. Er traf dabei zum 1:0 (Endstand 4:1). Zur Saison 2005/06 wechselte er trotz angekündigtem Rücktritt überraschenderweise zu seinem Stammverein FC Lausanne-Sport in die Challenge League, wo er schliesslich nach einer letzten Saison, in welcher Lausanne-Sport dank zahlreichen Toren von Chapuisat fast noch den Aufstieg in die Super League geschafft hätte, seine aktive Karriere endgültig beendete.

### Nationalmannschaft
Mit der Nationalmannschaft der Schweiz war er bei der WM 1994 in den USA, der EM 1996 in England und der EM 2004 in Portugal.
Trotz seinem «hohen» Alter blieb Chapuisat lange eine Stütze in der Nationalmannschaft. Sein 100. Länderspiel bestritt er im Juni 2004 gegen Deutschland. Sein 103. und letztes Länderspiel folgte im selben Monat bei der EM 2004 gegen England. Nach der EM 2004 gab Chapuisat seinen Rücktritt aus dem Nationalteam bekannt. In seinen 103 Länderspielen gelangen ihm 21 Tore.

## Nach dem Rücktritt

### Neben dem Platz
Nach dem Rücktritt als aktiver Fussballspieler wurde Stéphane Chapuisat am 10. Januar 2007 von der Stiftung SOS-Kinderdorf und der FIFA zum FIFA-Botschafter für SOS-Kinderdörfer ernannt. Neben Kubilay Türkyılmaz, der bereits seit 2001 als FIFA/SOS-Kinderdorf-Botschafter tätig ist, setzt sich seitdem auch Chapuisat für die Anliegen von Kindern in Not ein. An der Europameisterschaft 2008 war Chapuisat als Botschafter bei zahlreichen Promoveranstaltungen unterwegs. Seine Tätigkeit als Präsident von Lausanne-Sport beendete er.
2008 übernahm er den Posten als Technischer Leiter, Stürmertrainer und Scout für den BSC Young Boys. Seit 2016 arbeitet er auch als Stürmertrainer für den Schweizerischen Fussballverband.

### Auf dem Platz
Chapuisat spielt in der Seniorenmannschaft des FC Malley Lausanne. Vor der Europameisterschaft 2008 trat er im Schweizer Legendenteam gegen die Prominenten von Der Match und gegen das österreichische Legendenteam an.

## Erfolge

### Vereinsmannschaften
- 1 × Sieger der Champions League: 1997 mit Borussia Dortmund
- 1 × UEFA-Cupfinalist: 1993 mit Borussia Dortmund
- 1 × Weltcupsieger: 1997 mit Borussia Dortmund
- 2 × Deutscher Meister: 1995, 1996 mit Borussia Dortmund
- 1 × Deutscher Vize-Meister: 1992 mit Borussia Dortmund
- 2 × DFB-Supercupsieger: 1995, 1996 mit Borussia Dortmund
- 3 × Deutscher Hallenmeister: 1991, 1992, 1999 mit Borussia Dortmund
- 1 × Schweizer Meister: 2001 mit dem Grasshopper Club Zürich
- 1 × Schweizer Vize-Meister: 2004 mit Young Boys Bern
- 1 × Uhrencup-Sieger: 2001 mit dem Grasshopper Club Zürich

### Nationalmannschaft
- 1 × WM-Teilnahme: 1994
- 2 × EM-Teilnahmen: 1996, 2004

### Persönliche Auszeichnungen und Statistiken
- 2 × Schweizer Torschützenkönig: 2001, 2004
- 4 × Schweizer Fussballer des Jahres: 1992, 1993, 1994, 2001
- 2 × Einstufung als Weltklasse in der Rangliste des deutschen Fussballs: Sommer 1992, Winter 1992/93